# Burton Albion Football Club
Burton Albion Football Club é uma equipe de futebol inglesa, com sede na cidade de Burton upon Trent, no condado de Staffordshire. Manda seus jogos no Pirelli Stadium. Atualmente disputa a Football League One (Terceira Divisão do Futebol Inglês).

## História
O Burton Albion foi fundado em 1950, depois que vários clubes da cidade fracassaram na tentativa de se manterem em atividade, devido a problemas econômicos. A cidade possuia três clubes de futebol, mas com o início da Segunda Guerra Mundial, Burton se viu sem nenhum clube de futebol por 10 anos. Seu primeiro estádio localizava-se em Wellington Street, entretanto em 20 de setembro de 1958 foi inaugurado o Eton Park, com o clube permanecendo neste estádio até 2005, quando o estádio foi demolido para a construção do Pirelli Stadium, a um custo de 7,2 milhões de libras.
Em 2019 conseguiu uma campanha histórica na Copa da Liga Inglesa ao chegar nas semi-finais, sendo eliminado pelo Manchester City.

## Apelido
O apelido do Burton Albion é "The Brewers", ou "os fabricantes de cerveja", já que a produção de cerveja é uma das principais indústrias da cidade de Burton.

## Títulos
Campeonato Inglês da Quarta Divisão: 1 (2014-15)

 Campeonato Inglês da Quinta Divisão: 1 (2008-09)

## Dados Históricos
- Melhor colocação em Ligas: 1º colocado na League 2 (4ª divisão) - 2014/15
- 2° colocado na League 1(3° Divisão) - 2015-2016
- Melhor colocação na FA Cup: 3º colocado - 1955/56, 1984/85, 2005/06
- Melhor colocação na FA Trophy : Final - 1986-87
- Maior placar em uma vitória: 12-1 contra Coalville Town - Birmingham Senior Cup, 1954
- Maior Artilheiro: Richie Barker - 157 gols
- Jogador com maior número de partidas disputadas: Darren Stride - 637 jogos

## Elenco
- Capitão